# Нисенман, Владимир Исаевич
Владимир Исаевич Нисенман (15 июня 1934, Иркутск — 27 сентября 2015, Липецк) — советский организатор и руководитель производства станкостроительной промышленности. Генеральный директор Липецкого станкостроительного завода — Липецкого станкостроительного производственного объединения в 1976—1994 годах. Заслуженный работник промышленности СССР (1991). 

## Биография
Родился 15 июня 1934 года в городе Иркутск Восточно-Сибирского края (ныне — Иркутской области).
Получил высшее образование. Работал на Ивановском заводе тяжёлых станков, Иркутском станкостроительном заводе. 
В 1976—1994 годах — генеральный директор Липецкого станкостроительного завода (ЛСЗ) — Липецкого станкостроительного производственного объединения.
Был направлен на технически отсталое предприятие с устаревшим оборудованием, которое, по сути, нужно было создавать заново. Но опыт руководителя на крупных предприятиях Новосибирска, Иваново, Иркутска, инженерная хватка, организаторский талант и чуткое отношение к работникам помогли Владимиру Исаевичу не только вывести ЛСЗ из кризиса, но создать образцовое предприятие. Благодаря его усилиям завод очень быстро стал одним из лучших в системе станкостроительной и инструментальной промышленности.
Продукция ЛСЗ импортировалась почти в 50 стран мира. Для обмена опытом и заключения договоров в Липецк приезжали делегации из США, Японии, ФРГ. В 1970-е —1980-е годы были самостоятельно спроектированы новые модели станков, соответствующие мировому уровню, организовано их серийное производство, что позволило стране отказаться от закупки по импорту многих моделей станков. На самом заводе возводились современные цеха, в которых собирались станки с микронной точностью. Также был налажен выпуск товаров народного потребления. 
Немало было сделано и для работников завода. На ЛСЗ успешно реализовывалась социальная программа: строилось жильё хозспособом, объекты соцкультбыта, в частности, база отдыха «Зелёный мыс». В селе Жёлтые Пески создали подсобное хозяйство с зернотоком, картофелехранилищем, новыми свинарниками, коровником, колбасным цехом. На заводе работали медпункт, зубной и процедурный кабинеты. Заработная плата ведущих специалистов и рабочих завода была сравнима с зарплатой работников Ново-Липецкого металлургического комбината (НЛМК). Текучесть кадров стала минимальной. Коллектив ЛСЗ десять раз был призёром Всесоюзного социалистического соревнования. Под руководством Владимира Исаевича были созданы школы выдающихся конструкторов, технологов, наладчиков, высококвалифицированных создателей новых станков.
С 1994 года — на пенсии.
Жил в Липецке. Ушёл из жизни 27 сентября 2015 года.
Заслуженный работник промышленности СССР (04.12.1991) — за большой личный вклад в организацию и создание уникального шлифовального оборудования.

## Награды
- орден Трудового Красного Знамени (10.06.1986);
- медали СССР;